# Sunderland Association Football Club
O Sunderland Association Football Club é um clube de futebol inglês situado em Sunderland. Ostenta como maiores conquistas seis edições do Campeonato Inglês, duas edições da Copa da Inglaterra e uma edição da Supercopa da Inglaterra. Atualmente disputa a Premier League.

## Origem
O professor James Allan fundou o clube em outubro de 1879 como Sunderland and District Teachers AFC. Todavia, evidências sugerem que ele registrou o clube, de modo formal, pouco menos de um ano depois, em 25 de setembro de 1880. Desta vez, renomeado para Sunderland AFC e tornou-se aberto para mais pessoas além de professores em outubro de 1880.

## Primeiros passos
Os Black Cats juntaram-se à Football League, (então primeira divisão), na temporada de 1890-1891 e um ano depois a equipe sagrou-se campeã. Essa conquista levou o The Times (tabloide britânico) a descrevê-los como “um time maravilhosamente bom”.
O Sunderland defendeu com sucesso o título na temporada seguinte, com a ajuda do então centroavante do clube, o escocês John Campbell. O atacante quebrou a marca de 30 gols pela segunda vez em temporadas consecutivas. No caminho, eles se tornaram o primeiro time a marcar 100 gols em uma temporada, um feito não igualado até 1919–20, quando o West Bromwich Albion estabeleceu um novo recorde.
O clube ainda esteve perto de ganhar o terceiro campeonato consecutivo da liga na temporada de 1893-94, terminando em segundo, atrás do Aston Villa. No entanto, eles recuperaram o título na temporada de 1894-95, terminando a temporada à frente do Everton. Campbell veio a se tornar o artilheiro da liga pela terceira vez e destaque principal da equipe em suas três primeiras conquistas.

## O Sunderland e os escoceses
A princípio, para o sucesso do Sunderland foi fundamental a nação escocesa, mais conhecidos como os Scotch Professors (Os jogadores escoceses do final do século 19 que se mudaram para o sul para jogar por clubes participantes da Liga de Futebol Inglesa, durante o período em que o futebol se tornou profissional na Inglaterra). A origem do nome baseava-se no distinto estilo de jogo escocês, descrito na época como o “futebol combinado” que tinha como característica um jogo de passes, com maior trabalho em equipe, em oposição ao estilo individualista de dribles, comum na Inglaterra no momento. 
Contudo, a mídia descreveu esse estilo distinto de jogo como “uma mudança na natureza do futebol” que se tornou a marca registrada do futebol escocês da época. A habilidade dos jogadores escoceses, sua técnica aparentemente superior e a natureza de seu jogo impressionaram os espectadores ingleses durante os jogos entre Escócia e Inglaterra, partidas essas que aconteciam desde 1872 e levaram muitos jogadores escoceses a se mudar para o sul para jogar profissionalmente em clubes ingleses, uma vez que isso se tornou legal em 1885.
Samuel Tyzack, que ao lado do construtor de navios Robert Turnbull financiou o clube, muitas vezes fingiu ser um padre enquanto procurava jogadores na Escócia. Já que a política de recrutamento do Sunderland na Escócia enfurecia muitos fãs escoceses. Na verdade, toda a escalação do Sunderland no Campeonato Mundial de 1895 foi feita de jogadores inteiramente escoceses. Os escoceses que optavam por rumar para a Inglaterra sofriam com críticas e descritos como “miseráveis traidores” e “mercenários de base”.
O goleiro do Sunderland, Ned Doig, estabeleceu um recorde mundial do século 19 ao não sofrer nenhum gol em 87 de suas 290 partidas na primeira divisão.

## Casa nova, novos títulos
Em 1898, o clube mudou-se para o que se tornaria sua casa por quase um século (99 anos para ser mais específico), o Roker Park. Inicialmente, o terreno tinha uma capacidade de 30.000. No entanto, nas décadas seguintes, ele foi continuamente expandido e, em seu auge, teria uma multidão oficial de mais de 75.000 pessoas na sexta rodada da FA Cup contra o Derby County em 8 de março de 1933.
Após um segundo lugar no campeonato nacional em 1900-01, o clube ganhou seu quarto título da liga na temporada 1901-02.
Após 8 anos longe da Premier League, o clube retorna para a temporada 2025-26, ao vencer o Sheffield United nos playoffs da EFL Championship.

## Elenco
Última atualização: 31 de dezembro de 2024.

## Títulos
| NACIONAIS | NACIONAIS                      | NACIONAIS | NACIONAIS                                             |
|           | Competição                     | Títulos   | Temporadas                                            |
| --------- | ------------------------------ | --------- | ----------------------------------------------------- |
|           | Campeonato Inglês              | 6         | 1891-92, 1892-93, 1894-95, 1901-02, 1912-13 e 1935-36 |
|           | Copa da Inglaterra             | 2         | 1936-37 e 1972-73                                     |
|           | Supercopa da Inglaterra        | 1         | 1936                                                  |
|           | Campeonato Inglês - 2ª Divisão | 5         | 1975-76, 1995-96, 1998-99, 2004-05 e 2006-07          |
|           | Campeonato Inglês - 3ª Divisão | 1         | 1987-88                                               |
|           | EFL Trophy                     | 1         | 2020-21                                               |

## Campanhas de Destaque
- Campeão dos Playoffs League One de acesso: 2021-22
- Campeão dos Playoffs EFL Championship de acesso: 2024-25